# Raddia brasiliensis
Raddia brasiliensis är en gräsart som beskrevs av Antonio Bertoloni. Raddia brasiliensis ingår i släktet Raddia och familjen gräs. Inga underarter finns listade i Catalogue of Life.